# Brun tuvgömming
Brun tuvgömming (Cucurbitaria caraganae) är en svampart som beskrevs av P. Karst. 1878. Brun tuvgömming ingår i släktet Cucurbitaria och familjen Cucurbitariaceae.  Arten är reproducerande i Sverige. Inga underarter finns listade i Catalogue of Life.